# Successione di Sylvester
La successione di Sylvester è formata dai denominatori coprimi di una frazione egiziana (essa è la somma di frazioni che hanno al numeratore l'unità e al denominatore numeri interi positivi distinti fra loro, per esempio 1/2+1/3. Si dimostra che ogni numero razionale positivo, a/b, può essere scritto come frazione egiziana).
La somma delle frazioni ottenute mettendo al denominatore i numeri della successione di Sylvester tende ad 1. I suoi primi termini sono
2, 3, 7, 43, 1807, 3263443, 10650056950807, 113423713055421844361000443
I termini della successione possono essere calcolati nel seguente modo:
{\displaystyle a_{n}=1+\prod _{i=0}^{n-1}a_{i}=1+(a_{n-1})^{2}-a_{n-1}} .
Mettendo 1 come numeratore a questi numeri e sommando via via i risultati delle frazioni così ottenute, si ottiene una somma che converge a 1, come mostra la tabella seguente:
| 2              | 1/2 ...                    | 1/2                                                     | 0.5                       |
| 3              | ... + 1/3 ...              | 5/6                                                     | 0.833...                  |
| 7              | ... + 1/7 ...              | 41/42                                                   | 0.976190476190476...      |
| 43             | ... + 1/43 ...             | 1805/1806                                               | 0.99944629014396456257... |
| 1807           | ... + 1/1807 ...           | 3263441/3263442                                         | 0.99999969357506583540... |
| 3263443        | ... + 1/3263443 ...        | 10650056950805/10650056950806                           | 0.99999999999990610379... |
| 10650056950807 | ... + 1/10650056950807 ... | 113423713055421844361000441/113423713055421844361000442 | 0.99999999999999999999... |
Possiamo quindi scrivere 
{\displaystyle \lim _{n\to \infty }\sum _{i=0}^{n}{1 \over {a_{i}}}=1}
La successione di Sylvester è utile per ottenere approssimazioni razionali di numeri irrazionali, usando un algoritmo goloso (Algoritmo greedy, un algoritmo di ottimizzazione che procede a costruire in ciascuno dei suoi stadi successivi una soluzione ottimale locale, con la speranza di trovare la soluzione ottimale globale).
Sebbene sia ovvio che i termini della sequenza di Sylvester siano coprimi, non si sa se essi siano tutti liberi da radici (tutti i termini conosciuti lo sono).
Nell'insieme delle soluzioni del problema di Znám per una lunghezza k data, è piacevole il fatto che almeno una delle soluzioni conterrà i primi k - 2 numeri della sequenza di Sylvester.